# St. Martin (Heretsried)

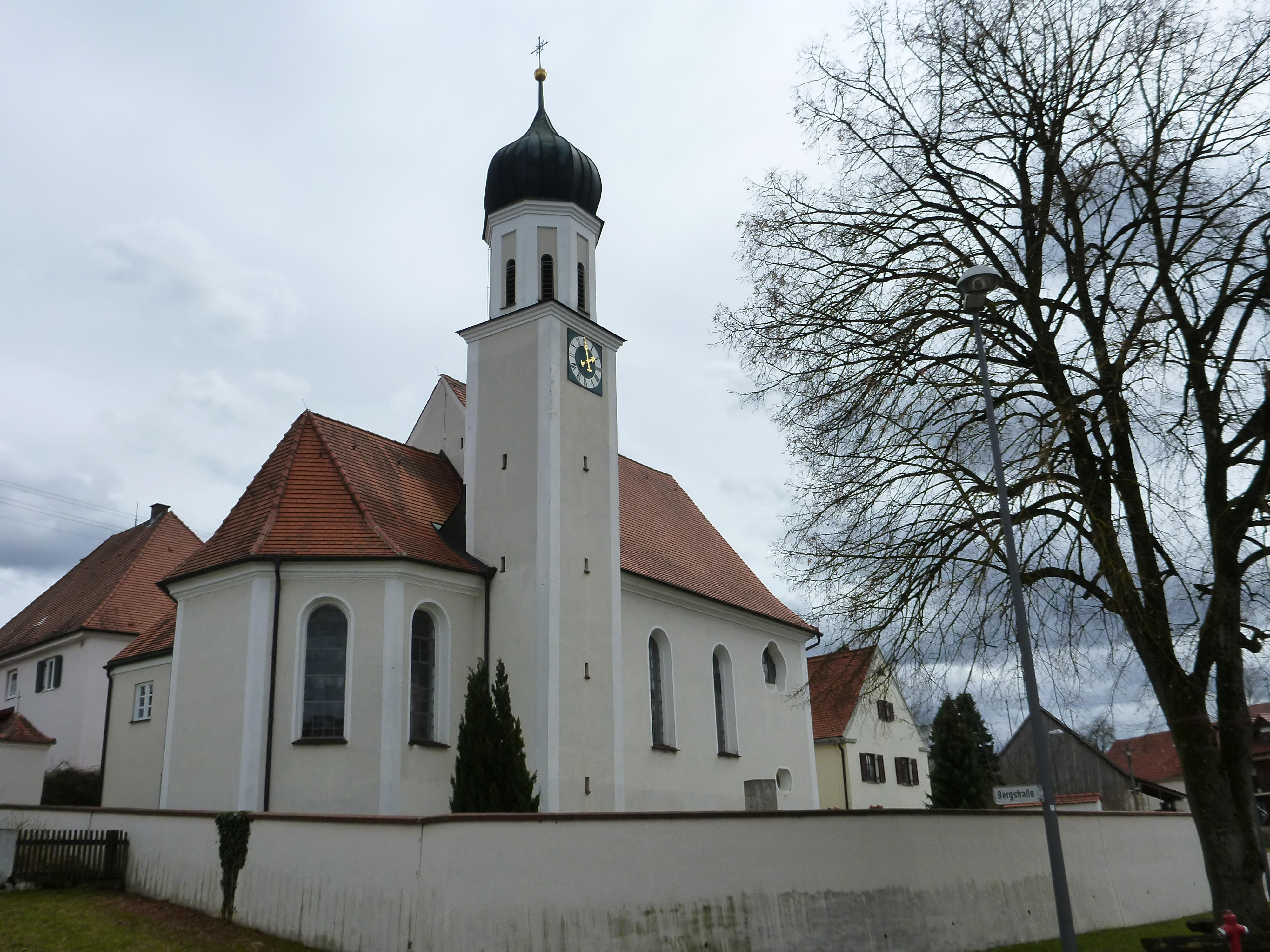
St. Martin in Heretsried

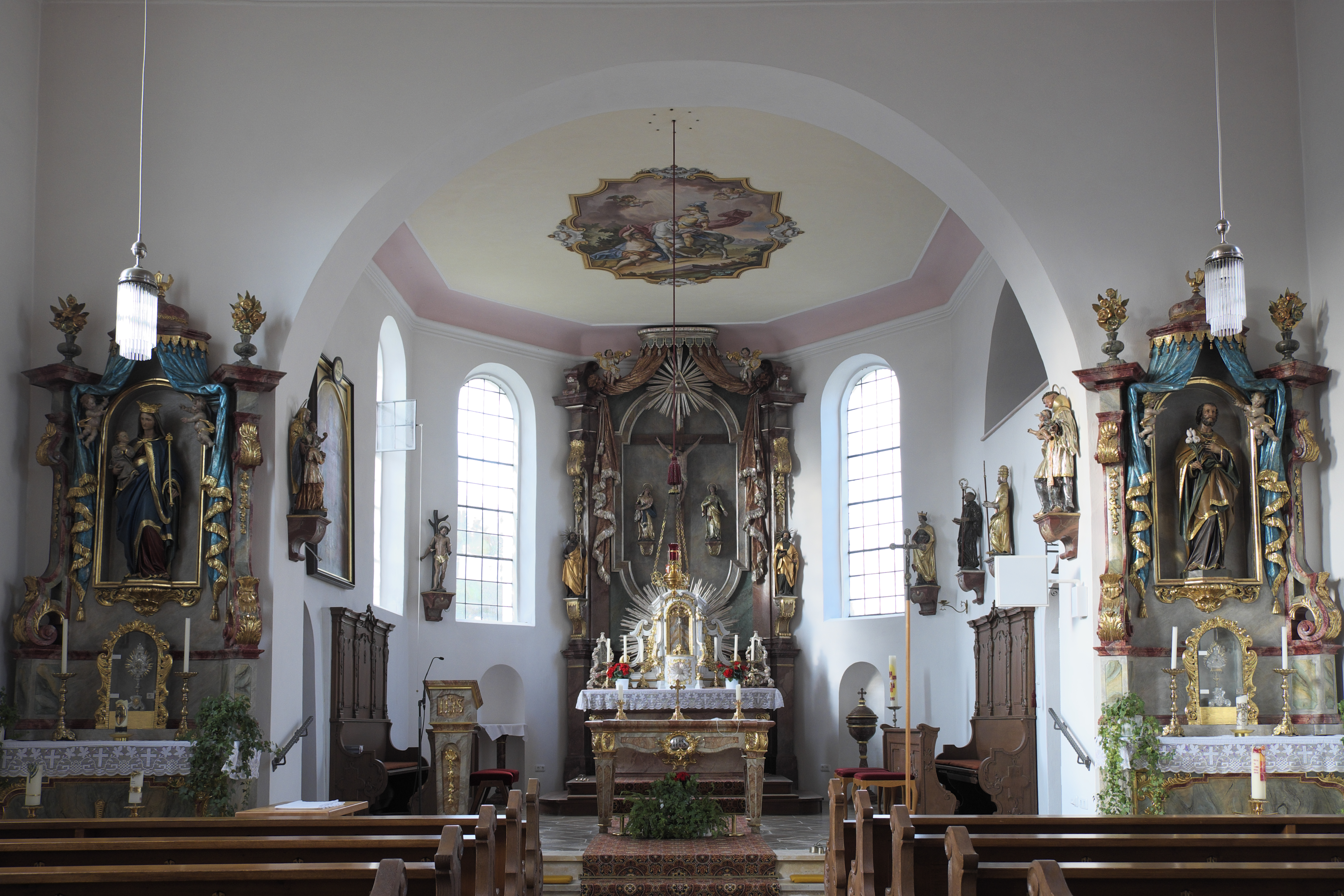
Innenraum

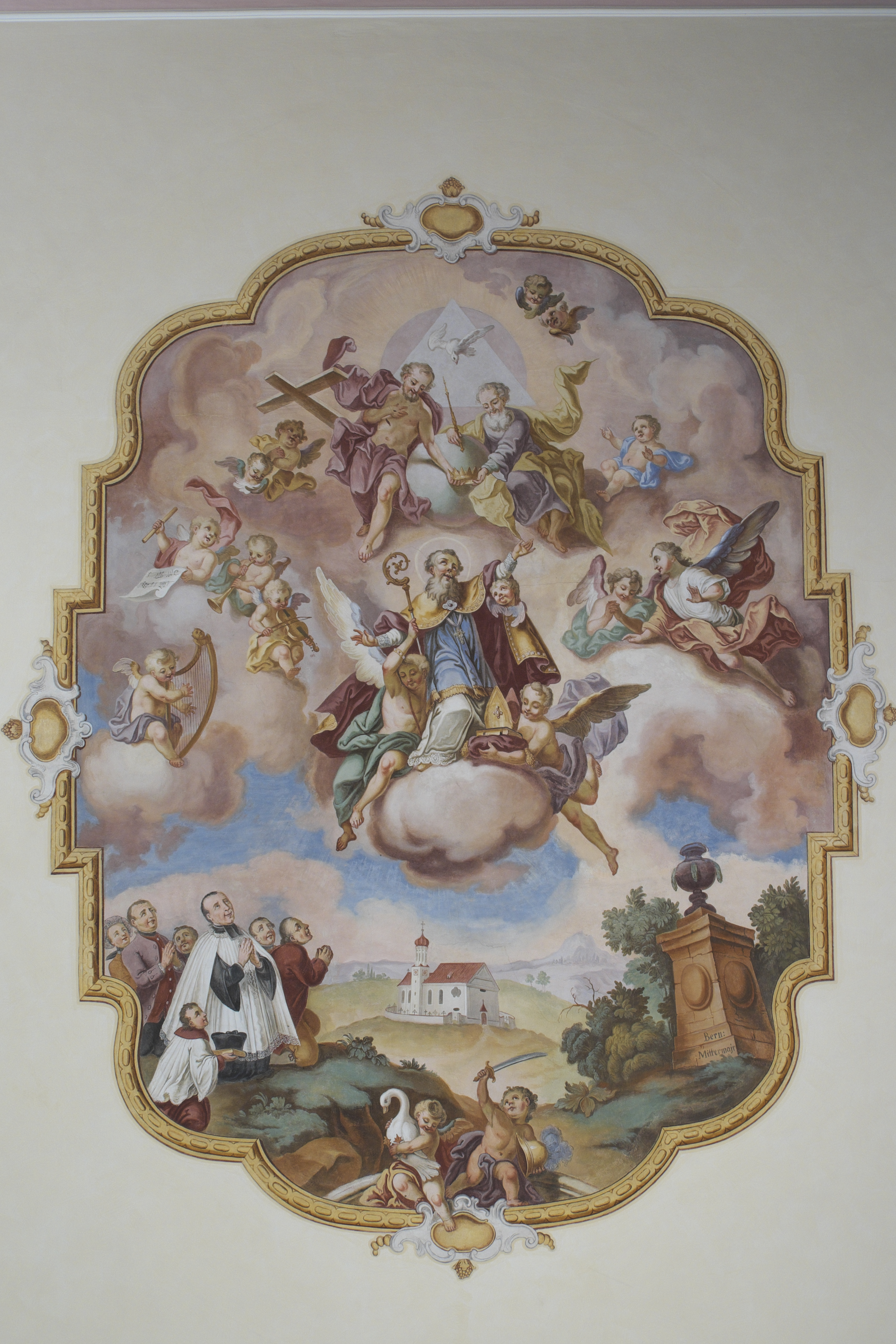
Deckengemälde

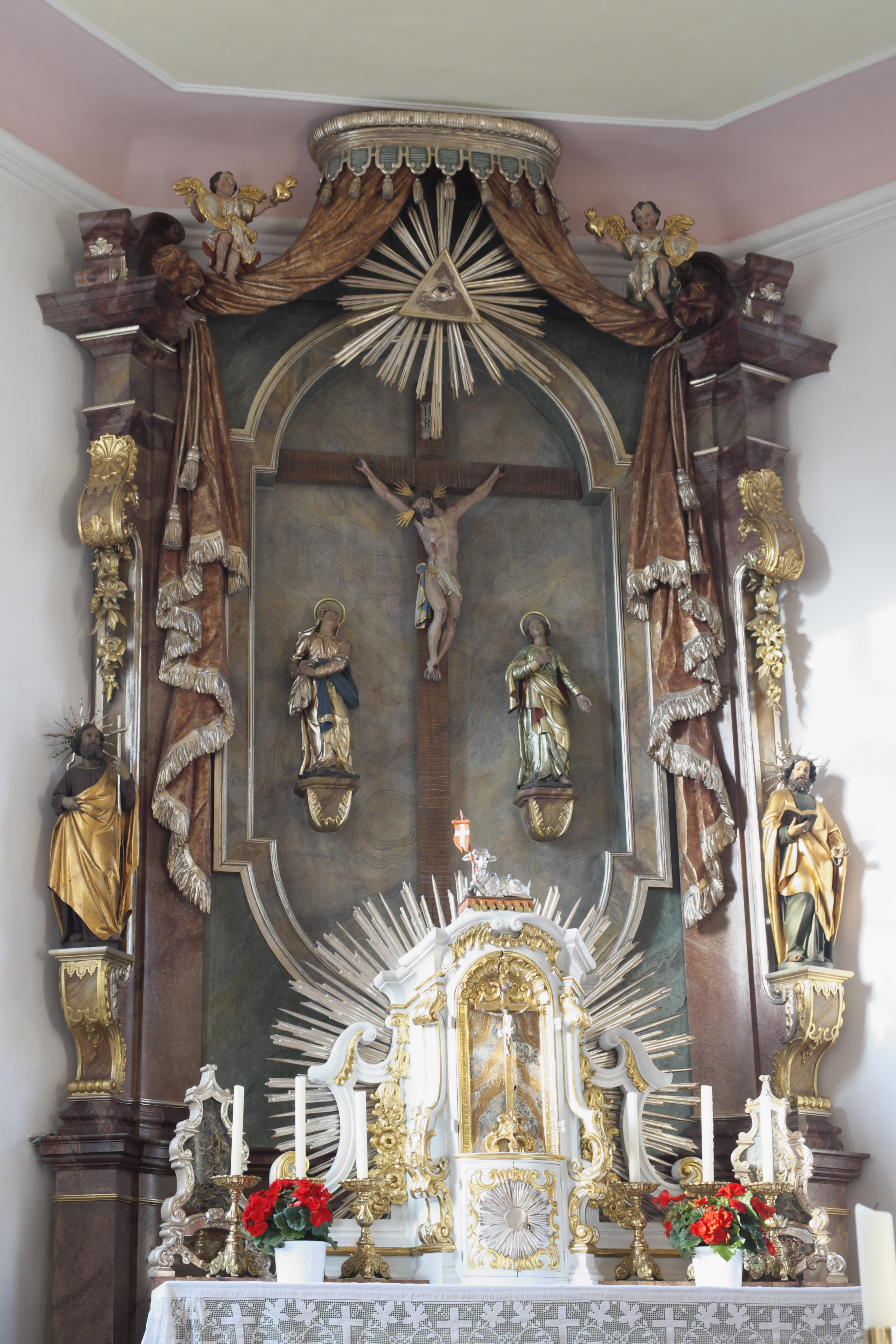
Neubarocker Hochaltar

Die römisch-katholische Pfarrkirche St. Martin in Heretsried, einer Gemeinde im schwäbischen Landkreis Augsburg in Bayern, wurde 1722 errichtet und ist als Baudenkmal in die Bayerische Denkmalliste eingetragen.

## Geschichte
Möglicherweise besiedelten den Ort im 13. bis 14. Jahrhundert Bewohner aus Hausen, einem untergegangenen Weiler am Fuße des Burgstalles Kirchberg. Bis dahin soll Heretsried mit Hausen eine eigene Pfarrei gebildet haben. Die Entstehungsgeschichte der Mutterkirche und unter welchem Patrozinium dieses ältere Gotteshaus stand, geht aus den Quellen nicht hervor. Nach einer Legende stand der Sakralbau auf einer Anhöhe, am Fuß des Berges lag ein Pfarrhof. In der Nachbarschaft befand sich außerdem ein Franziskanerkloster, das bis zum Jahr 1290 zur Gründung des Klosters Salmannshofen aufgegeben und 1401 dem Kloster Holzen einverleibt wurde. Bei einer nicht publizierten Ausgrabungen am Fuß des Kirchberg von 1811 kam eine kleine Glocke zu Tage, die seither am Eingang zur Sakristei der Pfarrkirche St. Martin hängt. Der Pfarrsitz wurde um 1310 von Hausen nach Heretsried verlegt und Hausen endgültig aufgegeben. An dem Platz blieben lediglich Geländemerkmale erhalten. 
Der Vorgängerbau der heutigen Kirche in Heretsried wurde im Jahr 1242 durch den Augsburger Bischof Siboto dem Kloster Holzen inkorporiert. Im Dreißigjährigen Krieg wurde die Kirche zerstört und 1636 wieder aufgebaut. Auf Grund der Baufälligkeit des alten Gotteshauses ließ Abtässin Maria Anna Scholastika Franciotti 1722 mit Erlaubnis des Augsburger Bischofs Alexander Sigismund an Stelle der alten eine neue Kirche errichten. Mit dem Neubau wurde der Baumeister Hans Georg Radmiller von Hahnenweiler beauftragt. Die Baukosten beliefen sich auf 1120 Gulden. Der Saalbau besitzt einen eingezogenen Chor und an der Westseite einen Turm mit Zwiebelhaube. 2009 erhielt die Kirche unter der Verwendung des neuromanischen Prospekts, eine neue Orgel von der Orgelbauwerkstätte Georg Weishaupt. Seit 2009 bildet die Pfarrgemeinde mit St. Vitus in Lauterbrunn und St. Martin in Emersacker eine Pfarreigemeinschaft.

## Ausstattung
Der Innenraum ist im Stil des Spätbarock gehalten. Der neubarocke Hochaltar von 1948 zeigt eine Kreuzigungsgruppe um 1740. Eine Figur der hl. Elisabeth von Thüringen stammt aus dem Anfang des 16. Jahrhunderts. Die Deckenfresken schuf 1770/80 der Maler Bernhard Mittermayr aus Wertingen. Sie zeigen im Chor die Mantelspende des hl. Martin und im Langhaus die Glorie des hl. Martin. Im 19./20. Jahrhundert war die Kirche teilweise mit Wandmalereien und Altären des Historismus versehen, die man später wieder entfernen ließ. Die neuromanische Ausstattung des 19. Jahrhunderts wurde außer des Orgelprospektes, größernteils beseitigt. An den Wänden befindet sich der Grabstein des Jubelpriesters Johann Richard Unglert aus Mindelheim, der in den Jahren 1706 bis 1716 Pfarrer in Heretsried war. 

## Umgebung
Die Kirche umgibt eine Friedhofsmauer. An der nördlichen Seite befindet sich ein Bildstock. Der alte Friedhof der die Kirche umgab wurde aufgelassen und Mitte des 20. Jahrhunderts an den Ortsausgang verlegt. 